# Sopronhorpács
Sopronhorpács é um município da Hungria, situado no condado de Győr-Moson-Sopron. Tem 20,69 km² de área e sua população em 2015 foi estimada em 848 habitantes.